# Bataafs-Brabant
Bataafs-Brabant was de naam van een gewest in de Bataafse Republiek en van een departement in het Bataafs Gemenebest.

## Onderdeel van de Bataafse Republiek
Bataafs-Brabant was de opvolger van Staats-Brabant. De positie van de generaliteitslanden was in het begin van de Franse tijd weer actueel geworden. Staats-Brabant had net als Staats-Overmaas (de Landen van Dalhem, Valkenburg en 's-Hertogenrade in het huidige Zuid-Limburg en aangrenzend België en Duitsland), Staats-Opper-Gelre en Staats-Vlaanderen (het huidige Zeeuws-Vlaanderen) geen regionale autonomie gekend. Zij werden als generaliteitslanden rechtstreeks bestuurd door de Staten-Generaal van de Republiek der Zeven Verenigde Nederlanden en hadden daarmee ook geen zeggenschap in het bestuur van de republiek. De generaliteitslanden werden op 8 januari 1795 door de Eerste Franse Republiek ingelijfd, maar voor Staats-Brabant werd dat al op 16 mei 1795 ongedaan gemaakt.
De politieke elite in Brabant kwam vervolgens in actie om er voor te zorgen dat Bataafs-Brabant niet net zoals Staats-Brabant opnieuw een onderworpen gewest zou worden. Op 1 maart 1796 trad Bataafs-Brabant als gelijkwaardig gewest met autonome status toe tot de Bataafse Republiek, de opvolger van de Republiek der Zeven Verenigde Nederlanden. Deelname aan het landsbestuur liet nog op zich wachten; eerst moest nog het aandeel van Bataafs-Brabant in de staatsschuld worden vastgesteld.

### Herindeling
De Bataafse Republiek kende kort na het uitroepen hiervan een roerige geschiedenis. Dit had ook gevolgen voor het gewest Bataafs-Brabant. In 1798 brak een nieuwe grondwet met de oude gewestelijke indeling en stelde departementen in. Het departement Bataafs-Brabant werd gesplitst in twee departementen: het departement van de Dommel, dat zich uitstrekte tot aan Nijmegen, en het departement van de Schelde en Maas, waarin de baronie van Breda en het markgraafschap Antwerpen met het graafschap Zeeland werden verenigd. De hoofdsteden van deze departementen waren respectievelijk 's-Hertogenbosch en Middelburg.
Het departement Bataafs-Brabant bestond van 1802 tot 1807. De hoofdstad was 's-Hertogenbosch.
Na het uitroepen van het Bataafs Gemenebest in 1801 werd bij wet van 21 juni 1802 de departementale indeling van het rijk vastgesteld. De grenzen van het voormalige gewest Bataafs-Brabant van de Bataafse Republiek werden hersteld. Willemstad, dat eerder had behoord bij het gewest Bataafs-Brabant, werd gevoegd bij het departement Holland.
De Gecedeerde Landen - op Oeffelt na - werden met ingang van 26 september 1805 bij het departement gevoegd.
Na de oprichting van het koninkrijk Holland in 1806 werd bij wet van 13 april 1807 de departementale indeling van het rijk vastgesteld. Bataafs-Brabant werd opgevolgd door het departement Brabant.
Bataafs-Brabant (vanaf 1796) · Friesland · Gelderland · Holland · Overijssel · Stad en Lande · Utrecht · Zeeland
Amstel · Delf · Dommel · Eems · Oude IJssel · Rijn · Schelde en Maas · Texel
Bataafs Brabant · Friesland · Gelderland · Holland · Overijssel · Stad en Landen van Groningen · Utrecht · Zeeland